# Hoshi Kabuto
Der Hoshi Kabuto (jap. 星兜, dt. „Sternhelm“) ist ein Helm (Kabuto), der von japanischen Samurai zu ihrer Rüstung (Yoroi) getragen wird.

## Beschreibung
Der Hoshi Kabuto ist der Typenhelm der sogenannten Multiplattenhelme. Diese Helme bestehen aus tortenförmigen Eisenplatten, die zur Helmkalotte zusammengefügt werden. Auf der Oberseite des Kabuto ist eine Art Kopf (jap. Tehen-No-Kanamono) angebracht der als Befestigung der gesamten Platten dient. Es gibt unterschiedliche Versionen des Helms, die sich in Form und Gestaltungsart der Platten und der Befestigung dieser unterscheiden:
1. Suji Bashi Kabuto
2. Hari Bashi Kabuto
3. Koboshi Bashi Kabuto

Allen gleich ist die Gestaltung der Helmkalotte durch die Platten, deren Anzahl von Version zu Version unterschiedlich ist. Der gleiche Helmtyp kann aus einer unterschiedlichen Anzahl dieser Platten bestehen. Die Anzahl der Platten variiert von 16 bis 120 Stück pro Helm. Die Form des Helms kann ebenfalls variieren. Es gibt sechs unterschiedliche Kalottenformen die dem Hochi Kabuto zugesprochen werden:
1. Akoda Nari
2. Goshozan
3. Heichozan
4. Koseizan
5. Tenkokuzan
6. Zenshozan

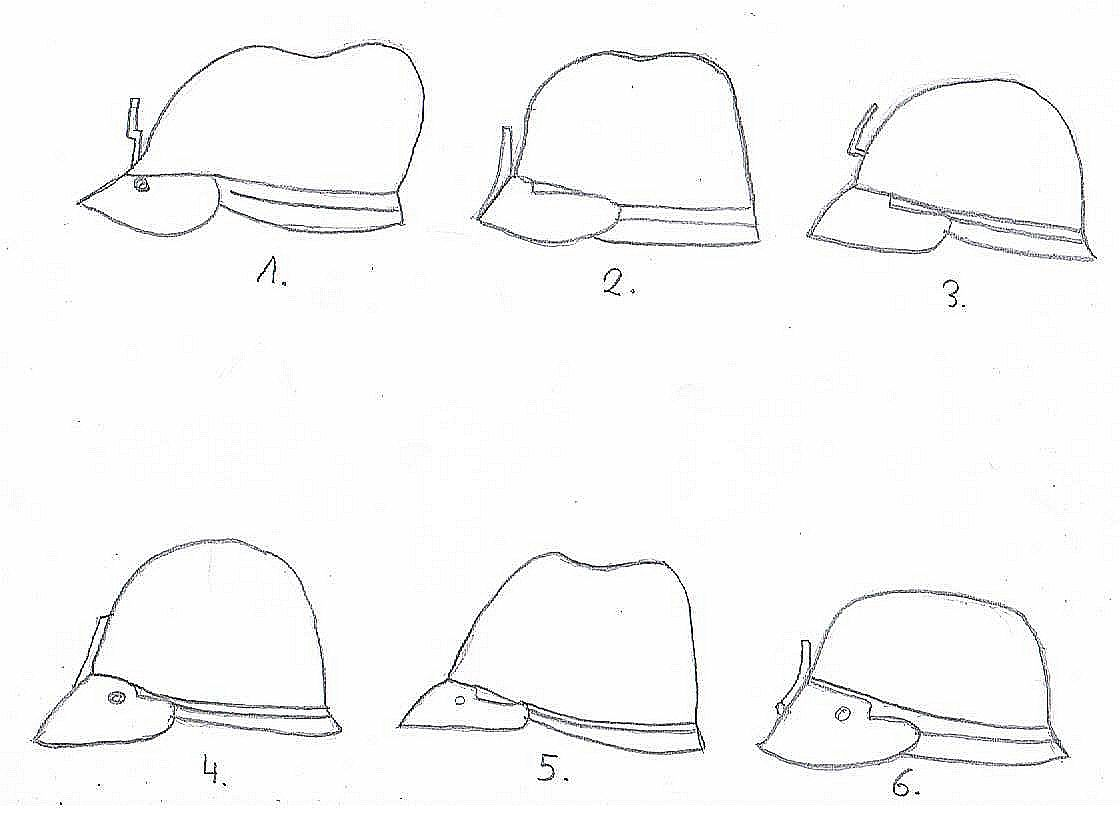
Formen des Hoshi Kabuto

Das auffällige an dieser Helmart sind die stark hervortretenden, am Kopf abgerundeten Nieten mit denen die einzelnen Platten untereinander befestigt sind.
Die Dekoration der Helme ist ebenso unterschiedlich wie die anderer Helme. Sie unterscheidet sich je nach dem Geschmack des Schmiedes oder des Eigentümers.